# بيط لامع
بيط لامع (الاسم العلمي: Bittium nitens) هو نوع من الرخويات يتبع جنس البيط من الفصيلة القرطيونية.